# Khu vực thương mại tự do ASEAN-Úc và New Zealand
Khu vực thương mại tự do ASEAN-Úc và New Zealand là một khu vực thương mại tự do được ký kết thành lập vào ngày 27 tháng 2 năm 2009. Theo kế hoạch, các nước liên quan sẽ lần lượt phê chuẩn hiệp định, để hiệp định đi vào hiệu lực từ ngày 1 tháng 7 năm 2009.
Cuối tháng 11 năm 2004, lãnh đạo các nước ASEAN, Úc và New Zealand đã đồng ý sẽ tiến hành đàm phán về một hiệp định thương mại tự do đa phương giữa cả khối ASEAN với khối Hợp tác kinh tế chặt chẽ Australia-New Zealand. Có tất cả 16 vòng đàm phán đã được triển khai, bắt đầu từ đầu năm 2005 và kết thúc vào tháng 8 năm 2008.
Đây là một hiệp định thương mại tự do rộng rãi bao gồm từ lĩnh vực hàng hóa, dịch vụ, cho đến đầu tư.
Khu vực thương mại tự do ASEAN-Úc và New Zealand gồm 556 triệu dân với tổng sản phẩm nội địa toàn khu vực là hơn 700 tỷ dollar Mỹ.